# Lara Gillespie
Lara Gillespie (Dublino, 21 aprile 2001) è una pistard, ciclista su strada e ciclocrossista irlandese che corre per l'UAE Team ADQ. Nella categoria Juniores ha vinto diverse medaglie ai mondiali e agli europei su pista; attiva come Elite dal 2021, nel 2024 ha partecipato ai Giochi olimpici e vinto la medaglia di bronzo nella corsa a punti ai mondiali su pista.

## Palmarès

### Pista
- 2018 (Juniores)

Campionati irlandesi, 500 metri a cronometro Junior
Campionati irlandesi, Inseguimento individuale Junior
Campionati irlandesi, Scratch Junior
Campionati irlandesi, Velocità Junior
Campionati europei, Corsa a punti Junior
- 2019 (Juniores)

Campionati irlandesi, Inseguimento individuale Junior
Campionati irlandesi, Scratch Junior
Campionati irlandesi, Velocità Junior
- 2020

Campionati irlandesi, Scratch
- 2021

1ª prova Coppa delle Nazioni, Inseguimento a squadre (San Pietroburgo, con Mia Griffin, Alice Sharpe e Kelly Murphy)
- 2022

Campionati irlandesi, Scratch
Dublin International, Scratch
Dublin International, Americana (con Emily Kay)
Trofeu Alves Barbosa, Americana (con Mia Griffin)
Trofeu Alves Barbosa, Omnium
- 2023

Dublin International, Omnium
Dublin International, Americana (con Emily Kay)
GP Presov, Americana (con Alice Sharpe)
GP Presov, Omnium
GP Presov, Corsa a eliminazione
Campionati europei, Corsa a punti Under-23
Campionati europei, Omnium Under-23
5ª prova Champions League, Corsa a eliminazione (Londra)
- 2024

Trois Jours d'Aigle, Corsa a punti
Trois Jours d'Aigle, Omnium
Trois Jours d'Aigle, Corsa a eliminazione
2025
Campionati europei, Corsa a eliminazione

### Strada
- 2018 (Juniores)

Campionati irlandesi, Prova in linea Junior
- 2020 (una vittoria)

Campionati irlandesi, Prova in linea Elite
- 2023 (UAE Development Team, una vittoria)

Campionati irlandesi, Prova in linea Elite
- 2024 (UAE Team ADQ, quattro vittorie)

2ª tappa Giro Mediterraneo Rosa (Montefalcione > Torre del Greco)
3ª tappa Giro Mediterraneo Rosa (Barletta > Barletta)
Classifica generale Giro Mediterraneo Rosa
Antwerp Port Epic Ladies

### Cross
- 2017-2018

Campionati irlandesi, Elite
- 2018-2019

Campionati irlandesi, Elite

## Piazzamenti

### Competizioni mondiali
- Campionati del mondo su pista

Aigle 2018 - Scratch Junior: 18ª
Aigle 2018 - Inseguimento individuale Junior: 5ª
Aigle 2018 - Americana Junior: 9ª
Francoforte sull'Oder 2019 - Scratch Junior: 23ª
Francoforte sull'Oder 2019 - Inseg. individuale Junior: 3ª
Francoforte sull'Oder 2019 - Corsa a punti Junior: 15ª
Berlino 2020 - Inseguimento a squadre: 8ª
St. Quentin-en-Yv. 2022 - Scratch: 17ª
St. Quentin-en-Yv. 2022 - Inseguimento a squadre: 9ª
Glasgow 2023 - Inseguimento a squadre: 9ª
Glasgow 2023 - Americana: 12ª
Glasgow 2023 - Omnium: 9ª
Ballerup 2024 - Corsa a punti: 3ª
Ballerup 2024 - Americana: 7ª
Ballerup 2024 - Omnium: 8ª
Ballerup 2024 - Corsa a eliminazione: 5ª
- Campionati del mondo su strada

Innsbruck 2018 - Cronometro Junior: 19ª
Innsbruck 2018 - In linea Junior: 54ª
Yorkshire 2019 - Cronometro Junior: 20ª
Yorkshire 2019 - In linea Junior: 39ª
Glasgow 2023 - In linea Under-23: 14ª
Glasgow 2023 - In linea Elite: 68ª
- Campionati del mondo di ciclocross

Valkenburg 2018 - Under-23: 23ª
Bogense 2019 - Under-23: 40ª
- Giochi olimpici

Parigi 2024 - Inseguimento a squadre: 9ª
Parigi 2024 - Americana: 11ª
Parigi 2024 - Omnium: 10ª

### Competizioni continentali
- Campionati europei su pista

Aigle 2018 - Inseguimento individuale Junior: 2ª
Aigle 2018 - Omnium Junior: 4ª
Aigle 2018 - Corsa a punti Junior: vincitrice
Aigle 2018 - Americana Junior: 4ª
Gand 2019 - Scratch Junior: 2ª
Gand 2019 - Inseguimento individuale Junior: 2ª
Gand 2019 - Corsa a punti Junior: 2ª
Apeldoorn 2019 - Inseguimento individuale: 10ª
Fiorenzuola d'Arda 2020 - Inseguimento individuale Under-23: 6ª
Fiorenzuola d'Arda 2020 - Omnium Under-23: 7ª
Fiorenzuola d'Arda 2020 - Americana Under-23: 4ª
Apeldoorn 2021 - Inseguimento individuale Under-23: 2ª
Apeldoorn 2021 - Corsa a punti Under-23: 10ª
Apeldoorn 2021 - Americana Under-23: 12ª
Anadia 2022 - Corsa a eliminazione Under-23: 5ª
Anadia 2022 - Scratch Under-23: 5ª
Anadia 2022 - Corsa a punti Under-23: 5ª
Anadia 2022 - Omnium Under-23: 11ª
Monaco di Baviera 2022 - Inseguimento a squadre: 6ª
Monaco di Baviera 2022 - Americana: 9ª
Grenchen 2023 - Inseguimento a squadre: 5ª
Grenchen 2023 - Omnium: 13ª
Grenchen 2023 - Americana: 12ª
Anadia 2023 - Inseguimento a squadre Under-23: 9ª
Anadia 2023 - Omnium Under-23: vincitrice
Anadia 2023 - Corsa a punti Under-23: vincitrice
Apeldoorn 2024 - Inseguimento a squadre: 4ª
Apeldoorn 2024 - Corsa a punti: 4ª
Apeldoorn 2024 - Americana: 6ª
Apeldoorn 2024 - Omnium: 4ª
Heusden-Zolder 2025 - Corsa a eliminazione: vincitrice
- Campionati europei su strada

Brno 2018 - Cronometro Junior: 17ª
Zlín 2018 - In linea Junior: ritirata
Drenthe 2023 - In linea Under-23: 25ª